# Elewijt
Elewijt är en ort i Belgien.   Den ligger i provinsen Flamländska Brabant och regionen Flandern, i den centrala delen av landet, 16 km nordost om huvudstaden Bryssel. Elewijt ligger 10 meter över havet och antalet invånare är 4 872.
Terrängen runt Elewijt är platt, och sluttar norrut. Runt Elewijt är det tätbefolkat, med 331 invånare per kvadratkilometer.. Närmaste större samhälle är Bryssel, 16,0 km sydväst om Elewijt. 
Omgivningarna runt Elewijt är en mosaik av jordbruksmark och naturlig växtlighet.